# Délvidéki Szemle
Délvidéki Szemle (1942. január — 1944. október) Szegeden havonként megjelenő folyóirat.

## Története
A Horthy Miklós Tudományegyetem Barátainak Egyesülete adta közre. Főszerkesztője Koltay-Kastner Jenő romanista filológus és nyelvész volt. A folyóirat Szeged város és a Délvidék irodalmi, művészeti, néprajzi, történelmi, közművelődési és tudományos kérdéseivel foglalkozott.
Jeles tudósok és művészek publikáltak ezen orgánumban, s ezért is meg a történelmi korszak (1942-1944) miatt, amelyet átfog, ma már történelmi forrásértékű kiadvány, hiszen közismert, hogy a második világháború idején jóval kevesebb sajtóorgánum látott napvilágot Magyarországon, mint előtte az 1930-as években. A háború idején megjelent napilapok jó része nem sokkal később, az 1950-es évek elején bezúzás áldozata lett.
A folyóiratból összesen 32 szám jelent meg, de az folyamatosan.

## A folyóirat leírása
- Címadatok: Délvidéki Szemle[1] / A Horthy Miklós-Tudományegyetem Barátainak Egyesülete
- Megjelenési adatok: Szeged, a közreadó
- Állományadatok: 1.1942:1-12; 2.1943:1-12; 3.1944:1-8;
- A Délvidéki Szemle online elérhető számai (1942-1944)

## A folyóiratban publikáló jeles személyiségek (válogatás)
- Bálint Sándor
- Banner János
- Bartucz Lajos
- Bognár Cecil Pál
- Eperjessy Kálmán
- Fél Edit
- Halasy-Nagy József
- Imre Sándor
- Juhász Kálmán
- Klemm Antal
- Ortutay Gyula
- Sík Sándor
- Vinkler László